# Vuelta a España 1985
La Vuelta a España 1985, quarantesima edizione della corsa, si è svolta in diciannove tappe, precedute da un cronoprologo iniziale, dal 23 aprile al 12 maggio 1985, per un percorso totale di 3474 km. La vittoria fu appannaggio dello spagnolo Pedro Delgado, che completò il percorso in 95h58'00", precedendo il britannico Robert Millar e il colombiano Francisco Rodríguez.

## Tappe
| Tappa  | Data      | Percorso                                                  | km   | Vincitore di tappa       | Leader cl. generale  |
| ------ | --------- | --------------------------------------------------------- | ---- | ------------------------ | -------------------- |
| Prol.  | 23 aprile | Valladolid > Valladolid (cron. individuale)               | 5,6  | Bert Oosterbosch         | Bert Oosterbosch     |
| 1ª     | 24 aprile | Valladolid > Zamora                                       | 177  | Eddy Planckaert          | Bert Oosterbosch     |
| 2ª     | 25 aprile | Zamora > Ourense                                          | 262  | Sean Kelly               | Miguel Indurain      |
| 3ª     | 26 aprile | Ourense > Santiago di Compostela                          | 197  | Gianbattista Baronchelli | Miguel Indurain      |
| 4ª     | 27 aprile | Santiago di Compostela > Lugo                             | 162  | Eddy Planckaert          | Miguel Indurain      |
| 5ª     | 28 aprile | Lugo > Oviedo                                             | 238  | Federico Echave          | Miguel Indurain      |
| 6ª     | 29 aprile | Oviedo > Laghi di Enol                                    | 145  | Pedro Delgado            | Pedro Delgado        |
| 7ª     | 30 aprile | Cangas de Onís > Alto Campoo                              | 190  | Antonio Agudelo          | Pello Ruiz Cabestany |
| 8ª     | 1º maggio | Aguilar de Campoo > Logroño                               | 224  | Ángel Camarillo          | Pello Ruiz Cabestany |
| 9ª     | 2 maggio  | Logroño > Balneario de Panticosa                          | 253  | Alfons De Wolf           | Pello Ruiz Cabestany |
| 10ª    | 3 maggio  | Sabiñánigo > Tremp                                        | 209  | Sean Kelly               | Robert Millar        |
| 11ª    | 4 maggio  | Tremp > Andorra (AND)                                     | 124  | Francisco Rodríguez      | Robert Millar        |
| 12ª    | 5 maggio  | Andorra (AND) > Pal (AND) (cron. individuale)             | 16   | Francisco Rodríguez      | Robert Millar        |
| 13ª    | 6 maggio  | Andorra (AND) > Sant Quirze del Vallès                    | 193  | José Ángel Sarrapio      | Robert Millar        |
| 14ª    | 7 maggio  | Valencia > Benidorm                                       | 201  | José Recio               | Robert Millar        |
| 15ª    | 8 maggio  | Benidorm > Albacete                                       | 208  | Sean Kelly               | Robert Millar        |
| 16ª    | 9 maggio  | Albacete > Alcalá de Henares                              | 252  | Isidro Juárez            | Robert Millar        |
| 17ª    | 10 maggio | Alcalá de Henares > Alcalá de Henares (cron. individuale) | 43   | Pello Ruiz Cabestany     | Robert Millar        |
| 18ª    | 11 maggio | Alcalá de Henares > Palazuelos de Eresma                  | 200  | José Recio               | Pedro Delgado        |
| 19ª    | 12 maggio | Palazuelos de Eresma > Salamanca                          | 175  | Vladimir Malachov        | Pedro Delgado        |
| Totale | Totale    | Totale                                                    | 3474 |                          |                      |

## Classifiche finali

### Classifica generale
| Pos. | Corridore            | Squadra          | Tempo     |
| ---- | -------------------- | ---------------- | --------- |
| 1    | Pedro Delgado        | Orbea            | 95h58'00" |
| 2    | Robert Millar        | Peugeot          | a 36"     |
| 3    | Francisco Rodríguez  | Zor              | a 46"     |
| 4    | Pello Ruiz Cabestany | Orbea            | a 1'51"   |
| 5    | Fabio Parra          | Café de Colombia | a 3'40"   |
| 6    | Éric Caritoux        | Skil             | a 6'08"   |
| 7    | Reimund Dietzen      | Teka             | a 6'36"   |
| 8    | Álvaro Pino          | Zor              | a 7'41"   |
| 9    | Sean Kelly           | Skil             | a 7'52"   |
| 10   | José Luis Navarro    | Zor              | a 8'56"   |

### Classifica a punti
| Pos. | Corridore            | Squadra | Punti |
| ---- | -------------------- | ------- | ----- |
| 1    | Sean Kelly           | Skil    | 223   |
| 2    | Pello Ruiz Cabestany | Orbea   | 132   |
| 3    | Francisco Rodríguez  | Zor     | 100   |

### Classifica scalatori
| Pos. | Corridore           | Squadra  | Punti |
| ---- | ------------------- | -------- | ----- |
| 1    | José Luis Laguía    | Reynolds | 85    |
| 2    | Robert Millar       | Peugeot  | 69    |
| 3    | Francisco Rodríguez | Zor      | 64    |